# رياضيون فرديون محايدون في الألعاب الأولمبية الصيفية 2024
الرياضيون الفرديون المحايدون هو الاسم المستخدم لتمثيل الرياضيين الروس والبيلاروسيين المعتمدين في دورة الألعاب الأولمبية الصيفية 2024، بعد أن حظرت اللجنة الأولمبية الدولية (IOC) التسميات السابقة للدول بسبب الغزو الروسي لأوكرانيا 2022. تم رمز العلم التابع للجنة الأولمبية الدولية برمز (AIN) ، بناء على التسمية الفرنسية للرياضيين (بالفرنسية: Athlètes Individuels Neutres)‏.
يُمنع الوفد من استخدام العلم الأولمبي المحايد والنشيد الأولمبي، وسيستخدم بدلاً من ذلك علمًا يصور شعار AIN الدائري ونشيدًا آليًا لمرة واحدة، وكلاهما مخصص من قبل اللجنة الأولمبية الدولية. يجب أن تتم الموافقة على الرياضيين المحايدين الفرديين أولاً من قبل الاتحاد الدولي لكل رياضة، ثم من قبل لجنة خاصة أنشأتها اللجنة الأولمبية الدولية. كرياضيين فرديين، لن يشارك الوفد في موكب الأمم خلال حفل الافتتاح، ولن يتم إدراجه كوفد في جداول الميداليات الرسمية.
بينما يستخدم العلم صيغة المفرد "رياضي فردي محايد"، تستخدم اللجنة الأولمبية الدولية صيغة الجمع "رياضيون فرديون محايدون".

## ملخص الميداليات
| الرياضة     | ذهبية | فضية | برونزية | المجموع |
| ----------- | ----- | ---- | ------- | ------- |
| الجمباز     | 1     | 1    | 0       | 2       |
| التجديف     | 0     | 1    | 0       | 1       |
| التنس       | 0     | 1    | 0       | 1       |
| رفع الأثقال | 0     | 0    | 1       | 1       |
| المجموع     | 1     | 3    | 1       | 5       |

| م | تاريخ    | ذهبية | فضية | برونزية | المجموع |
| - | -------- | ----- | ---- | ------- | ------- |
| 1 | 2 أغسطس  | 1     | 1    | 0       | 2       |
| 2 | 3 أغسطس  | 0     | 1    | 0       | 1       |
| 3 | 4 أغسطس  | 0     | 1    | 0       | 1       |
| 4 | 10 أغسطس | 0     | 0    | 1       | 1       |

### الحائزون على الميداليات
| الميدالية | الاسم                     | البلد     | الرياضة     | الحدث                        | التاريخ  |
| --------- | ------------------------- | --------- | ----------- | ---------------------------- | -------- |
| ذهبية     | إيفان ليتفينوفيتش         | بيلاروسيا | الجمباز     | الترامبولين للرجال           | 2 أغسطس  |
| فضية      | فياليتا باردزيلوسكايا     | بيلاروسيا | الجمباز     | الترامبولين للسيدات          | 2 أغسطس  |
| فضية      | يوهيني زلاتي              | بيلاروسيا | التجديف     | قوارب التجديف الفردية للرجال | 3 أغسطس  |
| فضية      | ميرا أندريفا ديانا شنايدر | روسيا     | التنس       | زوجي السيدات                 | 4 أغسطس  |
| برونزية   | يوهيني تسيخانتسو          | بيلاروسيا | رفع الأثقال | وزن 102 كجم للرجال           | 10 أغسطس |

## الخلفية التاريخية
بعد الغزو الروسي لأوكرانيا في 24 فبراير 2022، حظرت اللجنة الأولمبية الدولية دعوة أو السماح للرياضيين والمسؤولين الروس والبيلاروسيين بالمشاركة تحت اسم روسيا أو بيلاروسيا في المسابقات الدولية. وأوصت المنظمين الرياضيين الدوليين الآخرين بفعل الشيء نفسه في 28 فبراير 2022 ولا يكون قبول المواطنين الروس أو البيلاروسيين، سواء كأفراد أو فرق، إلا كرياضيين محايدين أو فرق محايدة مع عدم عرض أي رموز أو ألوان أو أعلام أو أناشيد وطنية. بناء على ذلك تم منع الرياضيين الروس والبيلاروسيين من المشاركة في دورة الألعاب البارالمبية الشتوية 2022.

في 25 يناير 2023، نشرت اللجنة الأولمبية الدولية بيانًا يدعم فكرة السماح للرياضيين الروس والبيلاروسيين بالتنافس كمحايدين، طالما أنهم لم يدعموا الحرب "بشكل نشط" وطالما أن الأعلام والأناشيد والألوان والأسماء الروسية والبيلاروسية محظورة (وبالتالي حظر التسميات البديلة التي استخدمتها روسيا في عامي 2018 و2020).
في 28 مارس 2023 قدمت اللجنة الأولمبية الدولية رمز (AIN) قلصت المتطلبات إلى الرياضيين الفرديين فقط ومنعت أي فريق من الرياضيين الروس والبيلاروسيين من المنافسة. بالنسبة للأحداث التي تنظمها الاتحادات الدولية بخلاف اللجنة الأولمبية الدولية، توصي اللجنة الأولمبية الدولية بعدم استخدام أي علم على الإطلاق (أو إذا لم يكن ذلك ممكنًا، يستخدم علم الحدث أو علم الاتحاد الدولي أو الحروف "AIN") ونشيد الحدث أو نشيد الاتحاد الدولي. الاتحادات التي ليس لديها اللغة الفرنسية كلغة رسمية ما زالت تستخدم رمز (AIN) كما تبرعت اللجنة الأولمبية الدولية بمبلغ 5 ملايين دولار إلى اللجنة الأولمبية الوطنية الأوكرانية.
في 22 سبتمبر 2023، حظرت الوكالة العالمية لمكافحة المنشطات (وادا) العلم والنشيد الوطني الروسي من الأحداث الرياضية الدولية للمرة الثانية، بسبب التشريعات الروسية وفشل الوكالة الروسية لمكافحة المنشطات في للامتثال للقانون العالمي لمكافحة المنشطات، الذي يتداخل مع حظر الهدنة الأولمبية، أعلنت الوكالة العالمية لمكافحة المنشطات أن الحظر لن يتم رفعه حتى "يتم تصحيح حالات عدم المطابقة المتعلقة بالتشريعات الوطنية بالكامل".
في 12 أكتوبر 2023، أوقفت اللجنة الأولمبية الدولية اللجنة الأولمبية الروسية حتى إشعار آخر، بالتزامن مع الحظرين الآخرين، بسبب انتهاكها للميثاق الأولمبي بسبب ضم المجالس الأولمبية في خيرسون وزابوريزهيا ودونيتسك ولوغانسك إلى اللجنة الأولمبية الروسية؛ في 8 ديسمبر 2023، نشرت اللجنة الأولمبية الدولية نسخة "مسودة" من علم AIN تصور شعارًا عديم اللون على خلفية بيضاء، وذكرت أنها ستقرر نشيدًا محايدًا مختلفًا في وقت لاحق. كما ذكرت اللجنة الأولمبية الدولية رسميًا أن تسمية AIN ستنطبق على ألعاب باريس 2024، وأن جداول الميداليات الرسمية ستستبعد AIN. في 19 مارس 2024، قامت اللجنة الأولمبية الدولية بتحديث علم AIN إلى نص مخضر وخلفية مخضرة، ونشرت نشيدًا موسيقيًا "تم إنتاجه خصيصًا لهذا الغرض". كما ذكرت اللجنة الأولمبية الدولية أنه بصفتها رياضيين مستقلين، لن تشارك AIN كوفد خلال موكب الأمم في حفل الافتتاح،

## خلافات
انتقد المسؤولون الأوكرانيون اللجنة الأولمبية الدولية لعدم حظر روسيا على الرغم من انتهاكها للهدنة الأولمبية ثلاث مرات، بينما انتقد آخرون اللجنة الأولمبية الدولية بالتناوب لتطبيق قواعد ضد روسيا لا يتم تطبيقها ضد دول أخرى. على وجه الخصوص تم وصف الشرط الذي يفرض على الرياضيين مثل عدم دعم الحرب بنشاط بأنه "غير فعال". كتبرئة عضو اللجنة الأولمبية الدولية الروسية يلينا إيسينباييفا من ارتبطها بالجيش الروسي ولا تدعم الغزو"، على الرغم من تصويرها بالزي العسكري وتلقيها ترقيات عسكرية، بالرغم من غضب المواطنين منها بعد أن ادعت دفاعًا عن نفسها أنها "لم تكن في خدمة القوات المسلحة أبدًا". في 29 ديسمبر 2023، احتوت رسالة مفتوحة وقعها 261 رياضيًا أوكرانياً على أدلة على أن ثلاثة من الرياضيين الروس الستة الذين سُمح لهم بالمشاركة قد دعموا الحرب بالفعل بنشاط، مثل المشاركة في تجمع مؤيد للحرب في مارس 2022 أو الظهور في مقطع فيديو دعائي يعلن صراحةً ويحشد الدعم للجيش الروسي. في ديسمبر 2023 هدد رئيس اللجنة الأولمبية الروسية ستانيسلاف بوزدنياكوف بشكل مباشر أي رياضي روسي يختار المشاركة كـ "محايد" في أولمبياد 2024، قائلاً: "بصفتي رئيسًا للجنة الأولمبية الروسية، أعبر عن موقف واضح نحن نعيش في دولة حرة ولكن نوصي بشدة بأن تفهم تمامًا مدى وعواقب المسؤولية الشخصية التي تتحملها". في يونيو 2024، صرح ديمتري تشيرنيشينكو نائب رئيس وزراء روسيا للسياحة والرياضة والثقافة والاتصالات، أن الرياضيين الروس لن ينتهكوا القانون الروسي بالتنافس في باريس كمحايدين وشجعهم على المشاركة. ومع ذلك وعلى الرغم من تشجيع تشيرنيشينكو، قرر الاتحاد الروسي للمصارعة في 6 يوليو مقاطعة الألعاب بعد أن اعتبرت اللجنة الأولمبية الدولية أن معظم رياضييها البارزين غير مؤهلين للمنافسة جاء ذلك في أعقاب القرار الذي اتخذه الاتحاد الروسي للجودو بنفس المخاوف.
من جانب آخر دعى رئيس اللجنة الأولمبية الفلسطينية جبريل الرجوب أنه يجب على الرياضيين من إسرائيل يجب أن يتنافسوا أيضًا كمحايدين بسبب العمليات العسكرية المستمرة التي تشنها إسرائيل في قطاع غزة، مما يسلط الضوء على المعايير المزدوجة الواضحة.